# Dien Tjallingii
Dien Tjallingii (Groningen, 29 maart 1907 - Wageningen, 3 mei 1990) was een Nederlands onderwijzeres en amateurmycoloog.
Gerardina Johanna Maria Gijsbertina Beukers was dochter van Filippina Hillegonda Jans en Gijsbertus Beukers, werkende binnen de telegrafie. Ze trouwde in 1940 met Frans Tjallingii, bioloog en (toekomstig) hoogleraar plantenziekten aan de Landbouwuniversiteit Wageningen. Hij werd langzaam meegetrokken in de hobby van zijn vrouw.
Ze gaf les in huishoudkunde. Ze had in 1925 net haar diploma gehaald toen de crisis uitbrak en ze direct werkloos was. Ze kon wel wat werk verrichten als kwekeling te Garmerwolde, maar viel daar uit de toon; ze kwam immers “uit de grote stad”. Na enige tijd werd ze gevraagd huisonderwijzer te worden in eerst Lausanne en later in Middachten, weer later in Terborg. Daar kon ze haar intrek nemen in Kasteel Wisch. Ze voelde zich er eenzaam maar kwam via de plaatselijke natuurhistorische vereniging in contact met een mycoloog. Werk en hobby kwamen stil te liggen toen ze trouwde en kinderen moest opvoeden, maar in de jaren zestig pakte ze de draad van paddenstoelen weer op. Als vanzelf kwam men van heinde en ver om haar te raadplegen.
Op eenvoudige wijze deed ze zelf onderzoek in bijvoorbeeld Flevolanden (dat volgens haar sterk afweek van de rest van Nederland) gaf aan de hand van haar bevindingen lezingen. In 1987 werd ze voor haar hobby onderscheiden met de Zilveren Anjer. Ze was daarover hogelijk verbaasd, omdat ze van mening was dat die onderscheiding werd gegeven op het gebied van kunst. Ze had ten tijde van de prijsuitreiking een enorme collectie paddenstoelen opgebouwd, alle gedetermineerd en sommige ook middels tekeningen, etc. vastgelegd. Ze zag daarbij dat in de nationale en internationale beschrijvingen enorme leemten zaten; zij vond daarin een reden verder te gaan, daar waar anderen afhaakten.
Het echtpaar kreeg minstens twee paddenstoelen naar zich vernoemd (Entoloma tjalliniorum en Inocybe tjallingiorum). Van haar hand kwam Het geslacht pholiota (bundelzwammen). Het echtpaar werd (ere)lid van de vereniging Nederlandse Mycologische Vereniging.
Dien Beukers overleed op 83-jarige leeftijd na een lang ziektebed.
- Author citation (botany): Tjall.-Beuk.
- International Standard Name Identifier: 0000 0003 9831 3277
- Nationale bibliotheek van Australië: 35744293
- Nederlandse Thesaurus van Auteursnamen: 073255394
- Virtual International Authority File: 306170881